# 野生の君に首ったけ
『野生の君に首ったけ』（やせいのきみにくびったけ）はいでまゆみによる日本の漫画作品、およびそれを表題作とした漫画短編集。
『なかよしデラックス』（講談社）1981年9月号に掲載された。同号の表紙を飾っている。単行本は同社の講談社コミックスなかよしより刊行。

## 書誌情報
いでまゆみ 『野生の君に首ったけ』 講談社〈講談社コミックスなかよし〉、1982年1月9日第1刷発行、ISBN 4-06-108398-8
表題作のほか、以下の読み切り4作品が同時収録されている。
- 初恋予報あしたは晴れ?（なかよし1980年11月号掲載）
- ムーンライトか〜にばる（同9月号掲載）
- うっふん探偵日記（同7月号掲載）
- 気分はなんだかピーチパイ（同5月号掲載）